# Мармолино
Мармолино — деревня в Гагаринском районе Смоленской области России. Входит в состав Гагаринского сельского поселения. Население — 8 жителей (2007). 
Расположена в северо-восточной части области в 13 км к северу от Гагарина, в 21 км севернее автодороги М1 «Беларусь». В 16 км южнее деревни расположена железнодорожная станция Гагарин на линии Москва — Минск. 

## История
В годы Великой Отечественной войны деревня была оккупирована гитлеровскими войсками в октябре 1941 года, освобождена в марте 1943 года. 